# Akira Takabe
Akira Takabe (japanisch 高部 聖 Takabe Akira; * 9. Mai 1982 in der Präfektur Yamanashi) ist ein ehemaliger japanischer Fußballspieler.

## Karriere
Takabe erlernte das Fußballspielen in der Schulmannschaft der Nirasaki High School und der Universitätsmannschaft der Tōyō-Universität. Seinen ersten Vertrag unterschrieb er 2003 bei den Tokyo Verdy. Der Verein spielte in der höchsten Liga des Landes, der J1 League. Für den Verein absolvierte er zwei Erstligaspiele. Danach spielte er bei den Rosso Kumamoto und FC Mi-O Biwako Kusatsu. Ende 2006 beendete er seine Karriere als Fußballspieler.